# وتجم
وتجم (به سوئدی: Vattjom) یک سکونتگاه مسکونی در سوئد است که در Sundsvall Municipality واقع شده‌است.

## خصوصیات
وتجم ۰٫۹۲ کیلومترمربع مساحت و ۴۷۷ نفر جمعیت دارد.